# Kamjanky
Kamjanky (ukr. Кам'янки) – wieś na Ukrainie, w obwodzie winnickim, w rejonie hajsyńskim, w hromadzie Tepłyk. W 2001 liczyła 234 mieszkańców, spośród których 231 wskazało jako ojczysty język ukraiński, a 3 rosyjski